# ادام مارس‌جونز
ادام مارس‌جونز (انگلیسی: Adam Mars-Jones؛ زادهٔ ۲۶ اکتبر ۱۹۵۴) یک روزنامه‌نگار و رمان‌نویس اهل بریتانیا است.